# Мой любимый враг (фильм, 2021)
«Мой любимый враг» (англ. The Hating Game) — романтическая комедия Питера Хатчингса по одноимённому роману Салли Торн. В главных ролях — Люси Хейл и Остин Стоуэлл.
Фильм доступен к просмотру в онлайн-кинотеатрах с 10 декабря 2021 года.

## Сюжет
Люси — милая и непредсказуемая, Джош — холодный и помешан на контроле. Они работают вместе в крупном издательстве Нью-Йорка, но ненавидят друг друга с первого взгляда. Страстный поцелуй в лифте переворачивает всё вверх дном, но борьба за высокую должность возвращает всё на круги своя. Неужели так будет всегда? Есть ли в этой игре место любви?

## Актёрский состав
- Люси Хейл — Люси Хаттон
- Остин Стоуэлл — Джошуа Темплмен
- Корбин Бернсен — Бексли
- Сакина Джаффри — Хелен
- Яша Джексон — Джулия
- Брок Юрич — Мэк
- Шон Каллен — Энтони
- Николас Бароуди — Патрик

## Производство
О начале производства картины стало известно в мае 2019 года. Тогда же было объявлено, что главные роли в фильме исполнят Люси Хейл и Робби Амелл. Однако, актёр на главную мужскую роль вскоре был заменён из-за конфликта в расписании съёмок. Исполнителем роли Джоша был выбран Остин Стоуэлл. Непосредственные съёмки фильма начались 21 ноября 2020 года в Нью-Йорке и завершились 23 декабря
.

## Релиз
В июле 2021 года права на дистрибуцию картины приобрела компания Vertical Entertainment. В России фильм доступен к просмотру в онлайн-кинотеатрах с 10 декабря.